# Sidespejl
|  | Maskinoversættelse og/eller tvivlsomt indhold Denne sides indhold bærer præg af at være en maskinoversættelse og/eller meget dårligt og uklart formuleret. Det vurderes at sproget er så dårligt og eventuelt forkert eller til at misforstå, at det bør omskrives eller oversættes på ny. Du kan hjælpe med at oversætte til korrekt dansk i denne og lignende artikler. Hvis dette ikke sker inden for kort tid, kan en sletning komme på tale. Se evt. denne sides diskussionsside eller i artikelhistorikken. |

Et sidespejl er et spejl placeret på ydersiden af et motorkøretøjer med det formål at hjælpe føreren med at se områder bagved og ved siderne af køretøjet uden for førerens synsfelt. På næsten alle moderne biler er sidespejlene monteret dørene. Tidligere var det almindeligt at montere sidespejlene på køretøjets forskærme.
Sidespejlet er på moderne køretøjer udstyret til manuel justering for at føreren det bedste synsfelt i spejlet. Fjernjustering kan være mekanisk ved hjælp af bowdenkabler eller kan være elektrisk ved hjælp af gearmotorer. Spejlglasset kan også være elektrisk opvarmet og kan omfatte elektrokrom dæmpning for at reducere blænding til føreren fra forlygterne på følgende køretøjer. Sidespejlet inkorporerer i stigende grad køretøjets blinklys. Visse studier tyder på, at spejlmonterede blinklys kan være mere effektive end blinklys monteret på den skærmene.

## Udvikling
I 1940'erne havde de fleste veje kun to spor, ét i hver retning. Førere skulle normalt kun være opmærksomme på trafikken foran og direkte bag dem. På grund af dette havde tidlige biler kun et enkelt bakspejl monteret øverst på forruden eller på instrumentbrættet. Da sidespejle blev introduceret for at hjælpe førere med at se overhalende køretøjer, havde de fleste biler kun et førersidespejl som standardudstyr. Et passagersidespejl var valgfrit på de fleste biler gennem 1970'erne. I dag er alle 3 spejle standard på næsten alle personbiler.

## Digitale "spejle"
I 2018 blev på visse modeller introduceret sidespejle, hvor det fysiske spejl er erstattet af et kamera og en skærm, som førerne kan orientere sig med. Denne type "spejl" har den fordel i forhold til konventionelle spejle, at de kan give et bredere synsfelt og mindre luftmodstand uden at blokere førerens frontale udsyn, selvom det første af disse problemer kan afhjælpes i almindelige spejle ved at justere dem, så det viste syn kun overlapper minimalt med det fra det indvendige spejl.
Problemer med digitale spejle er bl.a. nedsat dybdeopfattelse, ligesom føreren skal justere fokus til afstanden til spejloverfladen i stedet for blot afstanden til objektet. Dertil kommer problemer relateret til både den reducerede dynamiske rækkevidde og følsomheden af et kamera under dårlige lysforhold. Denne type spejl kræver også strøm for at fungere.

Digitale sidespejle anvendes på forskellige typer af køretøjer, såsom Hyundai Ioniq 5 og Audi e-tron. Mercedes-Benz introducerede et sådant system i 2018 på Actros under navnet "MirrorCam".
- Kabinen på Mercedes-Benz Actros 5 med digitale spejle.
- Venstre og højre display.
- Venstre kamera på det digitale spejl.
- Honda's LaneWatch giver en synsfelt på 80° med fire gange mere synlighed end traditionelle sidespejle.